# Playboy
Playboy je američki erotski časopis. Pokrenut je u Chicagou, Illinois od strane Hugh Hefnera i njegovih suradnika, koji se razvio u korporaciju Playboy Enterprises, Inc. koja uključuje sve vrste medija. Playboy je jedan od najpoznatijih svjetskih brandeva. Osim glavnog časopisa u SAD-u, posebna nacionalna izdanja Playboya izdaju se širom svijeta.
Časopis izlazi jednom mjesečno i donosi fotografije golih žena, zajedno s raznim člancima o modi, športu, proizvodima i javnim osobama. Također donosi kratke priče svjetskih poznatih pisaca poput Arthur C. Clarke, Ian Fleming, Vladimir Nabokov i Margaret Atwood. Časopis je poznat po svojim liberalnim stavovima o većini važnih političkih pitanja. Playboyevo korištenje "pristojnih" golih fotografija označeno je kao "meka pornografija/erotika" nasuprot "tvrdoj pornografiji" u časopisima koji su se počeli pojavljivati u 70-ima nakon uspjeha Playboyeva seksualno eksplicitnijeg rivala Penthousea.

## Povijest
Prvobitni naziv Playboya bio je Stag Party, ali je časopis Stag kontaktirao Hefnera i obavijestio ga da će zakonski zaštiti svoj naziv ako pokrene časopis pod tim imenom. Hefner i suosnivač i dopredsjednik Eldon Sellers trebali su pronaći novi naziv. Sellersova majka predložila je naziv "The gentlemen's club" (Klub gospode), ali je Alexx Mills, koji je radio u propaloj Playboy Automobile Company, u Chicagu, predložio naziv "Playboy".
Prvo izdanje, objavljeno u prosincu 1953., nije bilo datirano jer Hefner nije hoće li uopće biti drugog izdanja. Složio ga je u svojoj kuhinji dok je živio u Hyde Parku. Na naslovnici je bila Marilyn Monroe, iako je slika prvobitno napravljena za kalendar, a ne za Playboy. Prvo izdanje se rasprodalo za nekoliko tjedana. Poznata naklada bila je 53.991 primjeraka, a cijena je bila tadašnjih 50 centa. Primjerci prvog izdanja u savršenom ili gotovo savršenom stanju prodavali su se za preko $5000 u 2002. godini.

## Naklada
Najprodavanije izdanje Playboya bilo je izdanje iz studenog 1972. koje se prodalo u 7,161.561 primjeraka. Četvrtina američke studentske muške populacije kupovala je Playboy svaki mjesec. Na naslovnici je bio model Pam Rawlings, koju je slikao Rowland Scherman.

## Zabrane prodajePlayboya
U mnogim dijelovima Azije, uključujući Indiju, Kine, Mianmara, Malaju, Tajland, Singapur i Brunei, prodaja Playboya je zabranjena. Prodaja i distribucija je zabranjena u gotovo svim islamskim državama u Aziji i Africi, poput Irana, Saudijske Arabije i Pakistana.

## Fotografi
Za Playboy su radili mnogi poznati fotografi kao što su Richard Fegley, William Figge, Arny Freytag, Ron Harris, David Mecey, Russ Meyer, Pompeo Posar, Suze Randall, Herb Ritts, Stephen Wayda, Sam Wu,R Scott Hooper, Mario Casilli i Bunny Yeager.

## Poznate osobe
Mnoge poznate osobe (pjevačice, glumice, modeli, etc.) pozirale su za Playboy tijekom proteklih godina. Neke od njih su:
Film:
- Marilyn Monroe (prosinac 1953.)
- Jayne Mansfield (veljača 1955.)
- Mara Corday (listopad 1958.)
- Ursula Andress (lipanj 1965.)
- Carol Lynley (ožujak 1965.)
- Kim Basinger (veljača 1983.)
- Janet Jones (ožujak 1987.)
- Denise Crosby (svibanj 1988.)
- Drew Barrymore (siječanj 1995.)
- Daryl Hannah (studeni 2003.)
- Denise Richards (prosinac 2004.)

Glazba:
- LaToya Jackson (ožujak 1989./studeni 1991.)
- Fem2fem (prosinac 1993.)
- Nancy Sinatra (svibanj 1995.)
- Samantha Fox (listopad 1996.)
- Linda Brava (travanj 1998.)
- Belinda Carlisle (kolovoz 2001.)
- Tiffany (travanj 2002.)
- Carnie Wilson (kolovoz 2003.)
- Nives Celzijus (lipanj 2004.)[3]
- Deborah Gibson (ožujak 2005.)
- Willa Ford (ožujak 2006.)

Šport:
- Katarina Witt (prosinac 1998.)
- Tanja Szewczenko (travanj 1999., njemačko izdanje)
- Mia St. John (studeni 1999.)
- Joanie Laurer (studeni 2000. i siječanj 2002.)
- Gabrielle Reece (siječanj 2001.)
- Kiana Tom (svibanj 2002.)
- Torrie Wilson (svibanj 2003. i ožujak 2004. (sa Sable))
- Amy Acuff (rujan 2004.)
- Christy Hemme (travanj 2005.)
- Amanda Beard (srpanj 2007.)

Televizija:
- Linda Evans (srpanj 1971.)
- Shannen Doherty (ožujak 1994. i prosinac 2003.)
- Farrah Fawcett (prosinac 1995. i srpanj 1997.)
- žene iz televizijske serije Baywatch (lipanj 1998.)
- Claudia Christian (listopad 1999.)
- Shari Belafonte (rujan 2000.)
- Brooke Burke (svibanj 2001. i studeni 2004.)
- Gena Lee Nolin (prosinac 2001.)
- Rachel Hunter (travanj 2004.)
- Charisma Carpenter (lipanj 2004.)

## Međunarodna izdanja
(Godine izdavanja Playboya)
- Argentina (1985. – 1995., 2006. – )
- Australia (1979. – 2000.)
- Brazil (1975. – )
- Bugarska (2002. – )
- Hrvatska (1997. – 2010. Europapress Holding,[4] M14 d.o.o od 2011.[5] )
- Češka (1991. – )
- Estonija (2007. – )[6]
- Francuska (1973. – )
- Gruzija (2007.-)[7]
- Grčka (1985. – )
- Hong Kong (1986. – 1993.)
- Indonezija (2006. – 2006.)[8]
- Irska (1994. - )
- Italija (1972. – 2003.)
- Japan (1975. – )
- Mađarska (1989. – 1993., 1999. – )
- Meksiko (1976. – 1998., 2002. – )
- Nizozemska (1983. – )
- Njemačka (1972. – )[8]
- Norveška (1998. – 1999.)
- Poljska (1992. – )[9]
- Rumunjska (1999. – )
- Rusija (1995. – )
- Sjedinjene Američke Države (1953. - )
- Srbija (2004. – 2014.)
- Slovačka (1997. – 2002., 2005. – )
- Slovenija (2001. – )
- Južna Afrika (1993. – 1996.)[9]
- Španjolska (1978. – )
- Švedska (1998. – 1999.)
- Tajvan (1990. – 2003.)
- Turska (1986. – 1995.)
- Ukrajina (2005. – )
- Venezuela (2006.-)

## Knjige
General compilations
- Nick Stone, editor. The Bedside Playboy. Chicago: Playboy Press, 1963.

Anniversary collections
- Jacob Dodd, editor. The Playboy Book: Forty Years. Santa Monica, California: General Publishing Group, 1994, ISBN 1-881649-03-2
- Playboy: 50 Years, The Photographs. San Francisco: Chronicle Books, 2003., ISBN 0-8118-3978-8
- Nick Stone, editor; Michelle Urry, cartoon editor. Playboy: 50 Years, The Cartoons. San Francisco: Chronicle Books, 2004. ISBN 0-8118-3976-1
- Gretchen Edgren, editor. The Playboy Book: Fifty Years. Taschen, 1995. ISBN 3-8228-3976-0

Interview compilations
- G. Barry Golson, editor. The Playboy Interview. New York: Playboy Press, 1981. ISBN 0-87223-668-4 (hardcover), ISBN 0-87223-644-7 (softcover)
- G. Barry Golson, editor. The Playboy Interview Volume II. New York: Wideview/Perigee, 1983. ISBN 0-399-50768-X (hardcover), ISBN 0-399-50769-8 (softcover)
- David Sheff, interviewer; G. Barry Golson, editor. The Playboy Interviews with John Lennon and Yoko Ono. New York: Playboy Press, 1981, ISBN 0-87223-705-2; 2000 edition, ISBN 0-312-25464-4
- Stephen Randall, editor. "The Playboy Interview Book: They Played the Game". New York: M Press, 2006, ISBN 1-59582-046-9

## Vanjske poveznice
|  | Zajednički poslužitelj ima još gradiva o temi Časopis Playboy |

- Playboy.com
- Povijest časopisa